# Демонстрације
Демонстрација или митинг је јавни скуп више људи, који се крећу у групи. Настаје услед незадовољења њихових ставова. Настала је од грчке речи демос, што значи „народ“.
Демонстрације настају да се промени тачка виђења разлога због чега је настала (био он позитиван или негативан), нарочито се односи на социјалне проблеме. У социјалним наукама, демонстрација се односи на понашање са намером да се укаже како се нешто може урадити ефективно, нпр. када социјални радник показује клијенту како да боље комуницира са другима играњем улога („роле play“).
Има неколико врста демонстрација:
- Маршеви, у којима колона људи иде од једне локације до друге.
- Окупљање, у којима се људи окупљају да слушају мишљења других људи или музичаре.
- Стражарење, где су демонстранти постављени од стране синдиката испред предузећа где раде.
- Заседање, у којима демонстранти окупирају место док им се тражени захтеви не испуне или на неки други начин нису натерани да напусте место.

## Историја
Термин је у употреби од средине 19. века, као и термин „састанак чудовишта“, који је првобитно скован у вези са огромним окупљањима демонстраната инспирисаних Данијелом О'Конелом (1775–1847) у Ирској. Демонстрације су облик активизма, обично у облику јавног окупљања људи на митингу или шетње у маршу. Дакле, мишљење се демонстрира као значајно окупљање у гомили која је повезана са тим мишљењем.
Демонстрације могу промовисати становиште (било позитивно или негативно) у вези са јавним питањем, посебно у вези са уоченом притужбом или друштвеном неправдом. Демонстрација се обично сматра успешнијом ако учествује више људи. Истраживања показују да се антивладине демонстрације чешће дешавају у богатим земљама него у сиромашним.

Историчар Ерик Хобсбаум је писао о демонстрацијама: 
Поред секса, активност која у највећој мери комбинује телесно искуство и интензивне емоције је учешће у масовним демонстрацијама у време великог јавног усхићења. За разлику од секса, који је у суштини индивидуалан, демонтрирање је по својој природи колективно… као и секс подразумева неку физичку акцију – марширање, скандирање парола, певање – кроз које долази до спајања појединца у масу, што је суштина колективног искуства, налажење израза. 

## Форме
Владине демонстрације су демонстрације које организује влада. Исламска Република Иран, Народна Република Кина, Република Куба, Совјетски Савез и Аргентина, између осталих нација, имале су демонстрације које је организовала влада.

## Ненасиље или насиље
Протестни маршеви и демонстрације су уобичајена ненасилна тактика. Они су стога једна од тактика доступна заговорницима стратешког ненасиља. Међутим, разлози за избегавање употребе насиља такође могу произилазити, не из опште доктрине ненасиља или пацифизма, већ из разматрања у вези са конкретном ситуацијом, укључујући њене правне, културне и политичке димензије: ово је било случај у многим кампањама грађанског отпора.
Као познато средство за спречавање инфилтрације агената провокатора, организатори великих или контроверзних окупљања могу распоредити и координирати демонстрационе маршале, такође зване редари.

## Закон по земљи

### Интернационално
Право на мирне демонстрације загарантовано је међународним конвенцијама, посебно члановима 21. и 22. Међународног споразума о грађанским и политичким правима (право на мирно окупљање и право на удруживање). Његово спровођење прати специјални известилац Уједињених нација за право на мирно окупљање и удруживање. Годне 2019, његов извештај је изразио забринутост због ограничења слободе мирног окупљања.

### Русија
Слобода окупљања у Руској Федерацији је дата чл. 31. Устава усвојеног 1993. године:
Грађани Руске Федерације имају право да се окупљају мирно, без оружја, и да одржавају митинге, релије, демонстрације, маршеве и пикете.

### Велика Британија
Према Закону о озбиљном организованом криминалу и полицији из 2005. и Закону о тероризму из 2006. године, постоје области означене као „заштићене локације“ у којима људима није дозвољено да иду. Раније су то биле војне базе и нуклеарне електране, али је закон промењен 2007. и обухвата друге, генерално политичке области, попут Даунинг стрита, Вестминстерске палате и седишта МИ5 и МИ6. Раније, ометачи ових подручја нису могли бити ухапшени ако нису починили неко друго кривично дело и пристали да буду спроведени, али је то промењено изменама закона.
Групе за људска права страхују да би ова овлашћења могла да ометају мирне протесте. Ник Клег, тадашњи портпарол Либералних демократа за унутрашње послове, рекао је: „Нисам свестан огромне трупе преступника који желе да нападну МИ5 или МИ6, а још мање да се излажу безбедносним проверама у Вајтхолу и Вестминстеру да израли своје мишљење. То је маљ да се разбије орах“. Либерти, група која агитује за грађанске слободе, рекла је да је та мера „претерана“.
Врховни суд Уједињеног Краљевства је 2021. пресудио да блокирање путева може бити законит начин демонстрација.

### Сједињене Државе
Први амандман Устава Сједињених Држава изричито дозвољава слободу окупљања као део мере за олакшавање решавања таквих притужби. „Амандман I: Конгрес неће донети никакав закон... којим би се ограничило... право људи да се мирно окупљају и да поднесу петицију Влади за исправљање притужби."